# Canada Masters 2006 - Qualificazioni singolare femminile
Le qualificazioni del singolare femminile del Canada Masters 2006 sono state un torneo di tennis preliminare per accedere alla fase finale della manifestazione. I vincitori dell'ultimo turno sono entrati di diritto nel tabellone principale. In caso di ritiro di uno o più giocatori aventi diritto a questi sono subentrati i lucky loser, ossia i giocatori che hanno perso nell'ultimo turno ma che avevano una classifica più alta rispetto agli altri partecipanti che avevano comunque perso nel turno finale.
Le qualificazioni del torneo Canada Masters 2006 prevedevano 48 partecipanti di cui 12 sono entrati nel tabellone principale.

## Teste di serie
1. Shenay Perry (Qualificata)
2. Elena Vesnina (primo turno)
3. Tathiana Garbin (ultimo turno)
4. Julia Schruff (ultimo turno)
5. Jamea Jackson (Qualificata)
6. Vera Duševina (ultimo turno)
7. Séverine Brémond (primo turno)
8. Assente
9. Marta Domachowska (Qualificata)
10. Vasilisa Bardina (primo turno)
11. Meilen Tu (primo turno)
12. Sun Tiantian (primo turno)

1. Ol'ga Savčuk (ultimo turno)
2. Kateryna Bondarenko (ultimo turno)
3. Galina Voskoboeva (Qualificata)
4. María José Martínez Sánchez (primo turno)
5. Stéphanie Foretz Gacon (ultimo turno)
6. Ivana Lisjak (ultimo turno)
7. Virginie Razzano (Qualificata)
8. Maria Fernanda Alves (primo turno)
9. Anastasija Rodionova (ultimo turno)
10. Maria-Emilia Salerni (primo turno)
11. Nicole Pratt (Qualificata)
12. Varvara Lepchenko (Qualificata)

## Qualificati
1. Shenay Perry
2. Neha Uberoi
3. Galina Voskoboeva
4. Nicole Pratt
5. Jamea Jackson
6. Varvara Lepchenko

1. Tzipora Obziler
2. Virginie Razzano
3. Marta Domachowska
4. Cara Black
5. María José Martínez Sánchez
6. Alberta Brianti

## Tabellone

### Legenda
| - Q = Qualificato - WC = Wild card - LL = Lucky loser | - ALT = Alternate - SE = Special Exempt - PR = Protected Ranking | - w/o = Walkover - r = Ritirato - d = Squalificato |

### Sezione 1
|  | Primo turno | Primo turno          | Primo turno          | Primo turno | Primo turno |  |  | Ultimo turno | Ultimo turno         | Ultimo turno         | Ultimo turno | Ultimo turno |  |
|  |             |                      |                      |             |             |  |  |              |                      |                      |              |              |  |
|  | 1           | Shenay Perry         | Shenay Perry         | 6           | 6           |  |  |              |                      |                      |              |              |  |
|  |             | Carly Gullickson     | Carly Gullickson     | 1           | 4           |  |  | 1            | Shenay Perry         | Shenay Perry         | 6            | 6            |  |
|  | 21          | Anastasija Rodionova | Anastasija Rodionova | 6           | 6           |  |  | 21           | Anastasija Rodionova | Anastasija Rodionova | 4            | 3            |  |
|  |             | Ahsha Rolle          | Ahsha Rolle          | 4           | 4           |  |  |              |                      |                      |              |              |  |

### Sezione 2
|  | Primo turno | Primo turno          | Primo turno          | Primo turno          | Primo turno |  |  | Ultimo turno         | Ultimo turno         | Ultimo turno         | Ultimo turno | Ultimo turno |  |
|  |             |                      |                      |                      |             |  |  |                      |                      |                      |              |              |  |
|  |             | Neha Uberoi          | Neha Uberoi          | 6                    | 6           |  |  |                      |                      |                      |              |              |  |
|  | 2           | Elena Vesnina        | Elena Vesnina        | 3                    | 0           |  |  | Neha Uberoi          | Neha Uberoi          | Neha Uberoi          | 6            | 6            |  |
|  |             | Maria Fernanda Alves | Maria Fernanda Alves | Maria Fernanda Alves | 3           |  |  | Maria Fernanda Alves | Maria Fernanda Alves | Maria Fernanda Alves | 0            | 4            |  |
|  | 20          | Hana Šromová         | Hana Šromová         | Hana Šromová         | 2r          |  |  |                      |                      |                      |              |              |  |

### Sezione 3
|  | Primo turno | Primo turno       | Primo turno       | Primo turno | Primo turno |  |  | Ultimo turno | Ultimo turno      | Ultimo turno      | Ultimo turno | Ultimo turno |  |
|  |             |                   |                   |             |             |  |  |              |                   |                   |              |              |  |
|  | 3           | Tathiana Garbin   | Tathiana Garbin   | 6           | 6           |  |  |              |                   |                   |              |              |  |
|  |             | Yulia Fedossova   | Yulia Fedossova   | 1           | 1           |  |  | 3            | Tathiana Garbin   | Tathiana Garbin   | 3            | 5            |  |
|  | 15          | Galina Voskoboeva | Galina Voskoboeva | 6           | 7           |  |  | 15           | Galina Voskoboeva | Galina Voskoboeva | 6            | 7            |  |
|  |             | Sharon Fichman    | Sharon Fichman    | 3           | 63          |  |  |              |                   |                   |              |              |  |

### Sezione 4
|  | Primo turno | Primo turno       | Primo turno       | Primo turno | Primo turno |  |  | Ultimo turno | Ultimo turno  | Ultimo turno  | Ultimo turno | Ultimo turno |  |
|  |             |                   |                   |             |             |  |  |              |               |               |              |              |  |
|  | 4           | Julia Schruff     | Julia Schruff     | 6           | 6           |  |  |              |               |               |              |              |  |
|  |             | Valérie Tétreault | Valérie Tétreault | 2           | 2           |  |  | 4            | Julia Schruff | Julia Schruff | 4            | 5            |  |
|  | 23          | Nicole Pratt      | 6                 | 3           | 6           |  |  | 23           | Nicole Pratt  | Nicole Pratt  | 6            | 7            |  |
|  |             | Shikha Uberoi     | 2                 | 6           | 1           |  |  |              |               |               |              |              |  |

### Sezione 5
|  | Primo turno | Primo turno     | Primo turno     | Primo turno | Primo turno |  |  | Ultimo turno | Ultimo turno  | Ultimo turno  | Ultimo turno | Ultimo turno |  |
|  |             |                 |                 |             |             |  |  |              |               |               |              |              |  |
|  | 5           | Jamea Jackson   | Jamea Jackson   | 6           | 6           |  |  |              |               |               |              |              |  |
|  |             | Rebecca Marino  | Rebecca Marino  | 0           | 0           |  |  | 5            | Jamea Jackson | Jamea Jackson | 6            | 6            |  |
|  | 18          | Ivana Lisjak    | Ivana Lisjak    | 6           | 6           |  |  | 18           | Ivana Lisjak  | Ivana Lisjak  | 0            | 4            |  |
|  |             | Jillian O'neill | Jillian O'neill | 0           | 2           |  |  |              |               |               |              |              |  |

### Sezione 6
|  | Primo turno | Primo turno        | Primo turno        | Primo turno | Primo turno |  |  | Ultimo turno | Ultimo turno      | Ultimo turno      | Ultimo turno | Ultimo turno |  |
|  |             |                    |                    |             |             |  |  |              |                   |                   |              |              |  |
|  | 6           | Vera Duševina      | Vera Duševina      | 7           | 6           |  |  |              |                   |                   |              |              |  |
|  |             | Ekaterina Shulaeva | Ekaterina Shulaeva | 68          | 1           |  |  | 6            | Vera Duševina     | Vera Duševina     | 0            | 3            |  |
|  | 24          | Varvara Lepchenko  | 5                  | 6           | 6           |  |  | 24           | Varvara Lepchenko | Varvara Lepchenko | 6            | 6            |  |
|  |             | Miho Saeki         | 7                  | 3           | 3           |  |  |              |                   |                   |              |              |  |

### Sezione 7
|  | Primo turno | Primo turno      | Primo turno      | Primo turno | Primo turno |  |  | Ultimo turno | Ultimo turno    | Ultimo turno    | Ultimo turno | Ultimo turno |  |
|  |             |                  |                  |             |             |  |  |              |                 |                 |              |              |  |
|  |             | Tzipora Obziler  | Tzipora Obziler  | 6           | 6           |  |  |              |                 |                 |              |              |  |
|  | 7           | Séverine Brémond | Séverine Brémond | 3           | 1           |  |  |              | Tzipora Obziler | Tzipora Obziler | 7            | 7            |  |
|  | 17          | S Foretz Gacon   | 6                | 3           | 6           |  |  | 17           | S Foretz Gacon  | S Foretz Gacon  | 612          | 63           |  |
|  |             | Alina Židkova    | 2                | 6           | 4           |  |  |              |                 |                 |              |              |  |

### Sezione 8
|  | Primo turno        | Primo turno        | Primo turno        | Primo turno | Primo turno |  |  | Ultimo turno | Ultimo turno     | Ultimo turno     | Ultimo turno | Ultimo turno |  |
|  |                    |                    |                    |             |             |  |  |              |                  |                  |              |              |  |
|  | Līga Dekmeijere    | Līga Dekmeijere    | Līga Dekmeijere    | 7           | 6           |  |  |              |                  |                  |              |              |  |
|  | Mariana Díaz Oliva | Mariana Díaz Oliva | Mariana Díaz Oliva | 62          | 3           |  |  |              | Līga Dekmeijere  | Līga Dekmeijere  | 0            | 2            |  |
|  | 19                 | Virginie Razzano   | Virginie Razzano   | 7           | 4           |  |  | 19           | Virginie Razzano | Virginie Razzano | 6            | 6            |  |
|  |                    | Heidi El Tabakh    | Heidi El Tabakh    | 68          | 1r          |  |  |              |                  |                  |              |              |  |

### Sezione 9
|  | Primo turno | Primo turno          | Primo turno          | Primo turno | Primo turno |  |  | Ultimo turno | Ultimo turno         | Ultimo turno         | Ultimo turno | Ultimo turno |  |
|  |             |                      |                      |             |             |  |  |              |                      |                      |              |              |  |
|  | 9           | Marta Domachowska    | Marta Domachowska    | 6           | 6           |  |  |              |                      |                      |              |              |  |
|  |             | Selima Sfar          | Selima Sfar          | 3           | 0           |  |  | 9            | Marta Domachowska    | Marta Domachowska    | 6            | 6            |  |
|  |             | Maria-Emilia Salerni | Maria-Emilia Salerni | 6           | 6           |  |  |              | Maria-Emilia Salerni | Maria-Emilia Salerni | 2            | 2            |  |
|  | 22          | Lilia Osterloh       | Lilia Osterloh       | 3           | 3           |  |  |              |                      |                      |              |              |  |

### Sezione 10
|  | Primo turno | Primo turno      | Primo turno      | Primo turno | Primo turno |  |  | Ultimo turno | Ultimo turno | Ultimo turno | Ultimo turno | Ultimo turno |  |
|  |             |                  |                  |             |             |  |  |              |              |              |              |              |  |
|  |             | Cara Black       | Cara Black       | 6           | 6           |  |  |              |              |              |              |              |  |
|  | 10          | Vasilisa Bardina | Vasilisa Bardina | 1           | 1           |  |  |              | Cara Black   | 2            | 7            | 6            |  |
|  | 13          | Ol'ga Savčuk     | Ol'ga Savčuk     | 6           | 6           |  |  | 13           | Ol'ga Savčuk | 6            | 64           | 2            |  |
|  |             | Ansley Cargill   | Ansley Cargill   | 2           | 4           |  |  |              |              |              |              |              |  |

### Sezione 11
|  | Primo turno | Primo turno                 | Primo turno                 | Primo turno | Primo turno |  |  | Ultimo turno                | Ultimo turno                | Ultimo turno | Ultimo turno | Ultimo turno |  |
|  |             |                             |                             |             |             |  |  |                             |                             |              |              |              |  |
|  |             | Li Ting                     | 1                           | 6           | 6           |  |  |                             |                             |              |              |              |  |
|  | 11          | Meilen Tu                   | 6                           | 3           | 1           |  |  | Li Ting                     | Li Ting                     | 4            | 6            | 5            |  |
|  |             | María José Martínez Sánchez | María José Martínez Sánchez | 6           | 0           |  |  | María José Martínez Sánchez | María José Martínez Sánchez | 6            | 3            | 7            |  |
|  | 16          | Yuan Meng                   | Yuan Meng                   | 0           | 0r          |  |  |                             |                             |              |              |              |  |

### Sezione 12
|  | Primo turno | Primo turno         | Primo turno         | Primo turno | Primo turno |  |  | Ultimo turno | Ultimo turno        | Ultimo turno        | Ultimo turno | Ultimo turno |  |
|  |             |                     |                     |             |             |  |  |              |                     |                     |              |              |  |
|  |             | Alberta Brianti     | 6                   | 63          | 7           |  |  |              |                     |                     |              |              |  |
|  | 12          | Sun Tiantian        | 3                   | 7           | 62          |  |  |              | Alberta Brianti     | Alberta Brianti     | 6            | 6            |  |
|  | 14          | Kateryna Bondarenko | Kateryna Bondarenko | 6           | 6           |  |  | 14           | Kateryna Bondarenko | Kateryna Bondarenko | 4            | 3            |  |
|  |             | Diana Ospina        | Diana Ospina        | 1           | 0           |  |  |              |                     |                     |              |              |  |